# 153 (nombre)
Cet article est relatif au nombre 153. Pour les années, voir 153 et -153.
Le nombre 153 (cent cinquante-trois) est l'entier naturel qui suit 152 et qui précède 154.

## En mathématiques
Cent cinquante-trois est :
- le 17e nombre triangulaire donc le 9e nombre hexagonal,
- la somme des factorielles des entiers de 1 à 5,
- un nombre Harshad,
- un nombre 3-narcissique, puisque 153 = 13 + 53 + 33 (les autres nombres admettant cette propriété en base 10 sont 370, 371 et 407),
- un nombre de Friedman, puisque 153 = 3 × 51.

Évagre le Pontique a considéré que 153 représentait une harmonie de contrastes, puisque 153 = 100 + 28 + 25, avec 100 représentant un carré, 28 un triangle et 25 un cercle.

## Dans la Bible
Cent cinquante-trois est le nombre de poissons ramenés par Pierre, selon le récit de la « Pêche miraculeuse » se trouvant dans l'Évangile selon Jean (21:11).
Le chiffre continue à intriguer les exégètes. La plupart s'en tiennent à l'interprétation donnée au IVe siècle par le premier érudit biblique, saint Jérôme, à savoir que les zoologistes grecs de l'époque connaissaient au total 153 variétés de poissons. Le chiffre signifierait dans ce cas l'universalité de l'Église, toutes les nations de la Terre se retrouvant dans les filets de l'apôtre Pierre.

### Numérologie biblique
On trouve un commentaire numérologique de ce verset dans le Traité sur l'Évangile de Jean de Saint Augustin : ce dernier y rappelle (122, §8) que 153 est la somme de tous les nombres compris entre 1 et 17 (nombre triangulaire).
Dans les Actes des Apôtres (2,1-11), on peut compter le nombre des peuples énumérés dans ce récit : « Parthes, Mèdes, Élamites, habitants de Mésopotamie, de Judée, de Cappadoce, du Pont, d'Asie, de Phrygie, de Pamphylie, d'Égypte, de cette partie de la Libye qui est proche de Cyrène, Romains en résidence, Juifs, prosélytes, Crétois et Arabes. » Ces peuples, dont les ressortissants entendent dans leur propre langue ce que disent les apôtres (c’est le miracle dit de glossolalie, qu’on a assimilé à l’anti-Babel) sont au nombre de 17. Ces peuples de « toutes les nations qui sont sous le ciel » sont donc clairement considérés comme représentant l’univers alors connu.
Les nombres 10 et 7, quant à eux, représentent la multitude et la totalité. Ceci rejoint les commentaires des théologiens et exégètes, qui ne font que suivre ce que disait saint Augustin : 153 représente la totalité des chrétiens de tous les temps et leur multitude.

## Dans d'autres domaines
Cent cinquante-trois est aussi le numéro :
- du colorant alimentaire E153 (noir) appelé charbon végétal médicinal,
- de plusieurs lignes de transports en commun : Ligne 153
- dans le deuxième mouvement de l'œuvre pour piano Gaspard de la nuit de Maurice Ravel (Le Gibet), le glas sonnerait 153 fois.